# Abraham Kalisker
Abraham Ha Kohen de Kalisk (1741-1810) foi um rabino hassídico proeminente da 3ª geração de líderes hassídicos. Ele foi discípulo de Dov Ber de Mezeritch.

## Biografia
Kalisker nasceu em 1741 em Kalyshki, Bielorrússia, filho de Alexander. Em sua juventude, ele estudou a Torá com Vilna Gaon, que mais tarde se tornaria o líder dos mitnagdim, os opositores do judaísmo hassídico.
Kalisker e seus seguidores adotavam uma abordagem emocional e mística em relação ao serviço a Deus, o que contrastava com o formalismo dos estudiosos religiosos tradicionais, que se concentravam no estudo talmúdico. Após a morte de seu professor Dov Ber de Mezeritch em 1772, a maior parte da oposição ao hassidismo passou a ser dirigida contra Kalisker e seus discípulos.
Em 1777, com cerca de 36 anos, ele se juntou a Menachem Mendel de Vitebsk e emigrou para a Terra Santa no que se tornou a primeira aliá hassídica. Eles estabeleceram uma pequena mas intensa comunidade hassídica em Tiberíades (atualmente em Israel), e lá morreu em 9 de janeiro de 1810.